# Jean Lorin Florescu

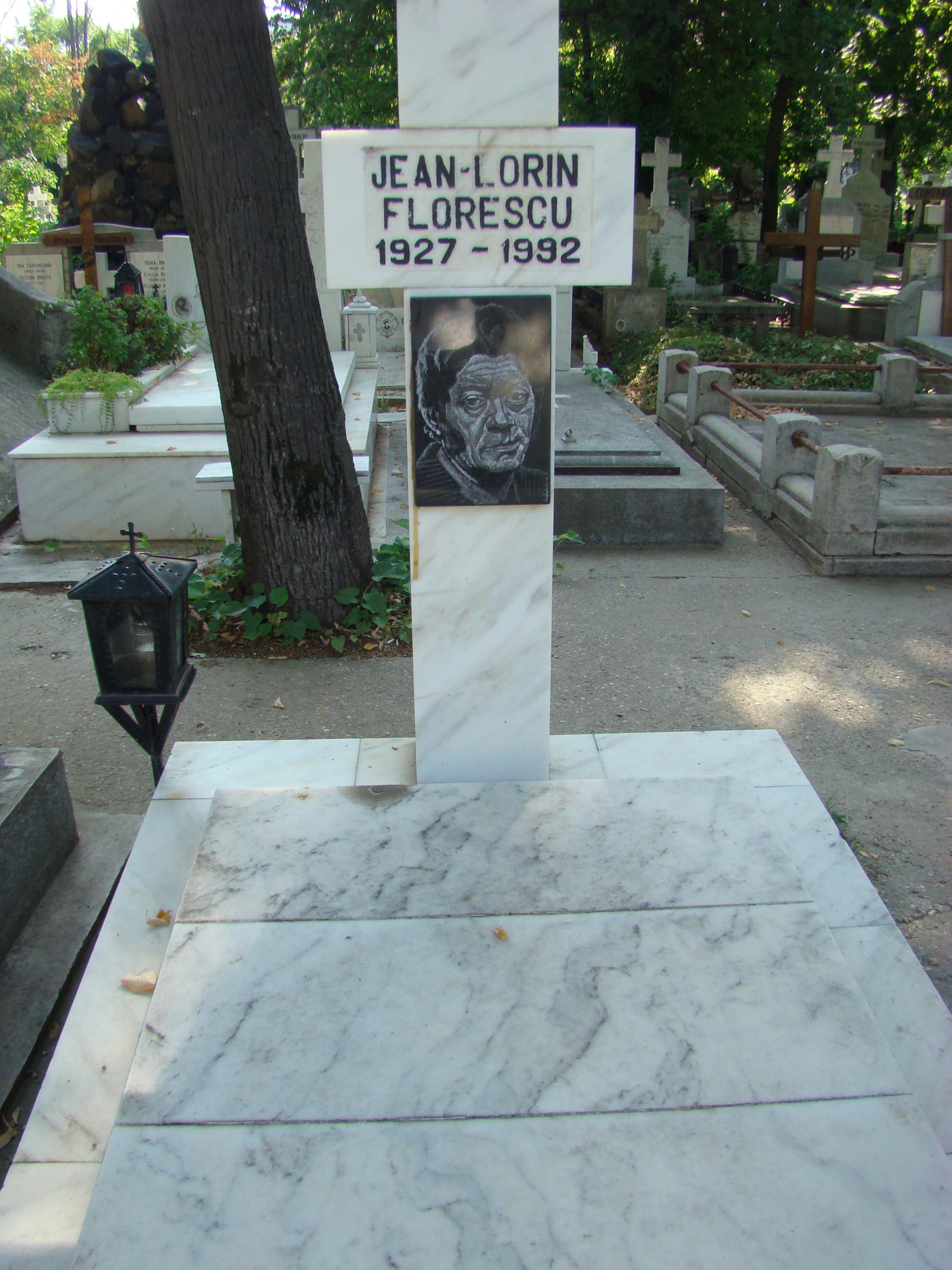
Mormântul actorului Jean Lorin Florescu din Cimitirul Bellu

Jean Lorin Florescu (n. 5 mai 1927, București, România – d. 1992, București, România) a fost un actor român de teatru și film. Rolul său cel mai cunoscut este cel al căutătorului de aur Martin Strickland din filmul serial Toate pânzele sus.

## Filmografie
- ...Și Ilie face sport (1954)
- Pe răspunderea mea (1956)
- Celebrul 702 (1962)
- Tudor (1963)
- Pași spre lună (1964)
- Neamul Șoimăreștilor (1965)
- Cartierul veseliei (1965)
- Șapte băieți și o ștrengăriță (1967)
- Răpirea fecioarelor (1968)
- Columna (1968)
- Războiul domnițelor (1969)
- Brigada Diverse intră în acțiune (1970)
- Mihai Viteazul (1971) - arhiducele Maximilian
- Săptămîna nebunilor (1971)
- Felix și Otilia (1972)
- Cu mîinile curate (1972)
- Cireșarii_(serial) (1972) - Slăbănogul
- Adio dragă Nela (1972)
- Porțile albastre ale orașului (1974)
- Un comisar acuză (1974)
- Ștefan cel Mare - Vaslui 1475 (1975)
- Pe aici nu se trece (1975)
- Bunicul și doi delincvenți minori (1976)
- Tufă de Veneția (1977)
- Curcanii (1977), de Grigore Ventura, regia Virgil Bradateanu, Anca Ovanez-Dorosenco
- Toate pînzele sus (serial TV, 1977) - Martin Stricland (ep. 6-11)
- Marele singuratic (1977)
- Acțiunea „Autobuzul” (1978) - Willy Cristodul
- Blestemul pămîntului – Blestemul iubirii (1980)
- Bietul Ioanide (1980) - Costică Prejbeanu
- La răscrucea marilor furtuni (1980) - aga Manu
- Ștefan Luchian (1981)
- Trandafirul galben (1982) - căpitanul vasului austriac
- Comoara (1983)
- Surorile (1984)
- Moara lui Călifar (1984) - Kirim
- Rîdeți ca-n viață (1985)
- Colierul de turcoaze (1986) - Pater Furtunatos
- Anotimpul iubirii (1987)
- Figuranții (1987)
- Porto-Franco (1961)
- O zi pierdută (1960)